# Loga (Niger)
Loga ist eine Stadtgemeinde und der Hauptort des gleichnamigen Departements Loga in Niger.

## Geographie

### Lage und Gliederung
Loga liegt am Übergang der Sahelzone zur Großlandschaft Sudan. Die Nachbargemeinden Logas sind Kourfeye Centre und Tondikandia im Norden, Soucoucoutane im Osten, Falwel, Mokko und Sokorbé im Süden sowie Dantchandou und Tagazar im Westen.
Die Gemeinde Loga besteht aus einem urbanen und einem ländlichen Gemeindegebiet. Das urbane Gemeindegebiet ist in mehrere Stadtviertel gegliedert: Alfaguey, Baba Koira, Béré Windi, Camp des Gardes, Gendarmerie, Karim Koira, Loga Peulh, Taba Koira, Tombo und Wanzam Koira. Bei den Siedlungen im ländlichen Gemeindegebiet handelt es sich um 66 Dörfer, 109 Weiler und 6 Lager.

### Klima
In Loga herrscht trockenes Wüstenklima vor. Die klimatologische Messstation im Stadtzentrum liegt auf 205 m Höhe und wurde 1973 in Betrieb genommen.
|                        | Jan  | Feb  | Mär  | Apr  | Mai  | Jun  | Jul  | Aug  | Sep  | Okt  | Nov  | Dez  |   |      |
| Mittl. Temperatur (°C) | 23,4 | 26,3 | 29,8 | 32,9 | 33,8 | 32,2 | 29,5 | 27,6 | 29,1 | 30,1 | 27,3 | 24,1 | ⌀ | 28,8 |
| Mittl. Tagesmax. (°C)  | 31,6 | 34,8 | 38,4 | 40,4 | 40,1 | 37,8 | 34,3 | 31,8 | 34,1 | 36,7 | 35,7 | 32,3 | ⌀ | 35,7 |
| Mittl. Tagesmin. (°C)  | 16,2 | 18,5 | 21,3 | 24,7 | 27,5 | 26,9 | 25,1 | 23,9 | 24,5 | 23,4 | 19,4 | 16,9 | ⌀ | 22,4 |
|                        |      |      |      |      |      |      |      |      |      |      |      |      |   |      |
| Niederschlag (mm)      | 0    | 0    | 0    | 2    | 11   | 24   | 63   | 133  | 44   | 9    | 0    | 0    | Σ | 286  |
|                        |      |      |      |      |      |      |      |      |      |      |      |      |   |      |
| Sonnenstunden (h/d)    | 10,3 | 10,5 | 10,8 | 11,2 | 11,4 | 11,3 | 10,2 | 8,6  | 9,9  | 10,5 | 10,4 | 10,2 | ⌀ | 10,4 |
|                        |      |      |      |      |      |      |      |      |      |      |      |      |   |      |
| Regentage (d)          | 0    | 0    | 0    | 0    | 2    | 4    | 7    | 11   | 6    | 2    | 0    | 0    | Σ | 32   |
|                        |      |      |      |      |      |      |      |      |      |      |      |      |   |      |
| Luftfeuchtigkeit (%)   | 16   | 13   | 11   | 18   | 33   | 46   | 61   | 72   | 64   | 39   | 21   | 18   | ⌀ | 34,5 |

| 16,2 |

| 18,5 |

| 21,3 |

| 24,7 |

| 27,5 |

| 26,9 |

| 25,1 |

| 23,9 |

| 24,5 |

| 23,4 |

| 19,4 |

| 16,9 |

| 16,2 |

| 18,5 |

| 21,3 |

| 24,7 |

| 27,5 |

| 26,9 |

| 25,1 |

| 23,9 |

| 24,5 |

| 23,4 |

| 19,4 |

| 16,9 |

| N i e d e r s c h l a g | 0   | 0   | 0   | 2   | 11  | 24  | 63  | 133 | 44  | 9   | 0   | 0   |
|                         | Jan | Feb | Mär | Apr | Mai | Jun | Jul | Aug | Sep | Okt | Nov | Dez |

## Geschichte

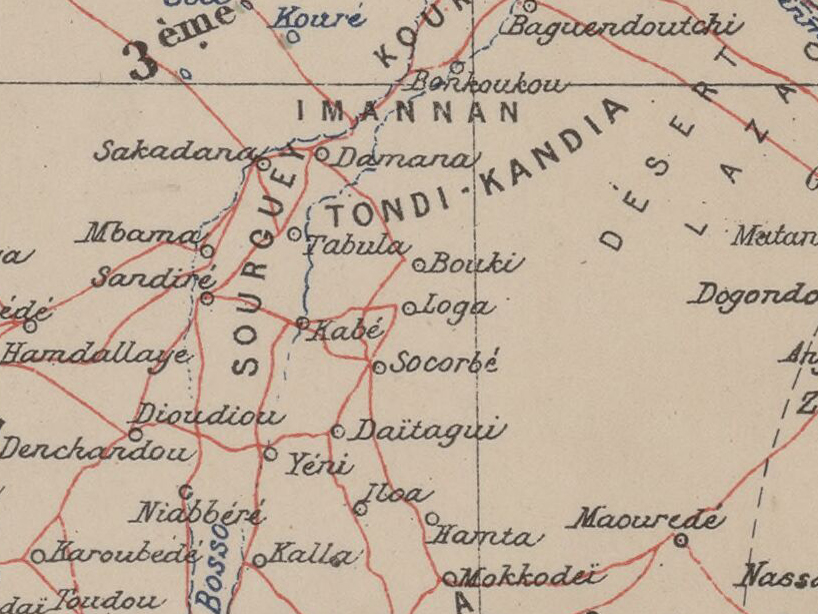
Ausschnitt einer Karte von 1903 mit Loga im Zentrum

Loga wurde um das Jahr 1800 gegründet. Frankreich brachte die von Zarma besiedelte Region durch die Errichtung mehrerer Militärposten in den Jahren 1897 und 1898 weitgehend unter seine Kontrolle. Im August 1899 und Februar 1900 gelangen Zarma-Verbänden Überraschungsangriffe auf französische Truppen im Dorf Sargadji bei Loga, die davon schwer getroffen wurden. Am 16. und 18. November 1900 eroberte eine französische Militärexpedition Sargadji und Loga und zerstörte beide Orte. Die Bevölkerung flüchtete ins Buschland und kehrte nur nach und nach zurück. Erst 1905 war die Ordnung wieder so weit hergestellt, dass durch die Errichtung eines Kantons eine französische Verwaltung in Loga eingeführt werden konnte. Der britische Reiseschriftsteller A. Henry Savage Landor besuchte Loga und Sargadji 1906 im Rahmen seiner zwölfmonatigen Afrika-Durchquerung und schilderte die großen Affenbrotbäume in dieser Gegend.
In den 1980er Jahren war der Ort für den dort stark verbreiteten Drogenmissbrauch berüchtigt. Der damalige Staatschef Seyni Kountché bezeichnete Loga deshalb in einem bekannten Ausspruch als „Nigers Jamaika“.

## Bevölkerung
Bei der Volkszählung 2012 hatte die Stadtgemeinde 82.400 Einwohner, die in 9825 Haushalten lebten. Bei der Volkszählung 2001 betrug die Einwohnerzahl 63.189 in 7521 Haushalten.
Das urbane Gemeindegebiet hatte bei der Volkszählung 2012 6771 Einwohner in 981 Haushalten, bei der Volkszählung 2001 5906 in 805 Haushalten und bei der Volkszählung 1988 3876 in 453 Haushalten. Bei der Volkszählung 1977 waren es 2989 Einwohner.
In ethnischer Hinsicht ist die Gemeinde ein Siedlungsgebiet von Goubawa, Zarma, Arawa, Kurfeyawa und Fulbe.

## Politik und Justiz
Der Gemeinderat (conseil municipal) hat 21 gewählte Mitglieder. Mit den Kommunalwahlen 2020 sind die Sitze im Gemeinderat wie folgt verteilt: 11 PNDS-Tarayya, 8 MODEN-FA Lumana Africa, 1 NGN-Halal und 1 PJP-Génération Doubara.
Jeweils ein traditioneller Ortsvorsteher (chef traditionnel) steht an der Spitze von 62 Dörfern im ländlichen Gemeindegebiet.
Die Stadt ist der Sitz eines Tribunal d’Instance, eines der landesweit 30 Zivilgerichte, die unterhalb der zehn Zivilgerichte der ersten Instanz (Tribunal de Grande Instance) stehen. Die Haftanstalt Loga hat eine Aufnahmekapazität von 250 Insassen.

## Wirtschaft und Infrastruktur
Die Stadt liegt in einer Zone, in der Regenfeldbau betrieben wird. Von wirtschaftlicher Bedeutung ist auch die Arbeitsmigration ins Ausland. Das staatliche Versorgungszentrum für landwirtschaftliche Betriebsmittel und Materialien (CAIMA) unterhält eine Verkaufsstelle in der Stadt.
Im Stadtzentrum gibt es ein Distriktkrankenhaus und ein über ein eigenes Labor und eine Entbindungsstation verfügendes Gesundheitszentrum des Typs Centre de Santé Intégré (CSI). Weitere Gesundheitszentren dieses Typs, jedoch ohne eigenes Labor und Entbindungsstation, sind in den ländlichen Siedlungen Bouki, Dar Salam, Kokoirey Modi, Kossey, Kouro Béri und Sargadji vorhanden.
Allgemein bildende Schulen der Sekundarstufe in der Gemeinde sind der CES Loga im Stadtzentrum, der zum Typ Collège d’Enseignement Secondaire (CES) gehört, sowie der CEG Bakir Tombo im Dorf Bakir Tombo und der CEG Sargadji im Dorf Sargadji, die zum Typ Collège d’Enseignement Général (CEG) gehören. Beim Collège d’Enseignement Technique de Loga (CET Loga) handelt es sich um eine technische Fachschule und beim Centre de Formation aux Métiers de Loga (CFM Loga) um ein Berufsausbildungszentrum.
Durch Loga verläuft die Nationalstraße 23 zwischen der Nationalstraße 25 und Dogondoutchi. Von der Nationalstraße 23 zweigen im Stadtzentrum die nach Dosso führende Nationalstraße 14 und die nach Dorodji führende Route 348 sowie im Dorf Tombo Tameye die Route 369 nach Kossey ab.

## Persönlichkeiten
- Saley Boubé Bali (* 1963), Schriftsteller, Journalist und Literaturwissenschaftler